# Singularity (sistem de operare)
Singularity este un sistem de operare experimental conceput de Microsoft Research în anul 2003. Acesta este un sistem de operare în care kernel-ul, driverele și toate aplicațiile sunt scrise în cod gestionat. 